# تونيسلاف يوردانوف
تونيسلاف يوردانوف (بالبلغارية: Тонислав Йорданов)‏ (27 نوفمبر 1998 في بلغاريا - ) هو لاعب كرة قدم بلغاري في مركز الهجوم.

## وصلات خارجية
- تونيسلاف يوردانوف على موقع الاتحاد الأوربي (الإنجليزية)
- تونيسلاف يوردانوف على موقع قاعدة بيانات كرة القدم.إي يو (الإنجليزية)
- تونيسلاف يوردانوف على موقع Soccerway.com (الإنجليزية)